# Heliconius philadelphus
Heliconius philadelphus är en fjärilsart som beskrevs av Kirby 1900. Heliconius philadelphus ingår i släktet Heliconius och familjen praktfjärilar. Inga underarter finns listade i Catalogue of Life.